# ブレイディ・ハウス
- ブレディ・ハウス

ブレイディ・ハウス（Brady House, 2003年6月4日 - ）は、アメリカ合衆国ジョージア州バロウ郡ワインダー出身のプロ野球選手（遊撃手）。右投右打。MLBのワシントン・ナショナルズ所属。

## 経歴
ミドルスクール時代にU-12のアメリカ合衆国代表に選出されている。
ワインダー＝バロウ高等学校に進学し、1年目の2019年に打率.445、5本塁打、21打点の成績を記録。オフに卒業後はテネシー大学に進学する予定であることを発表した。
2年目の2020年は新型コロナウイルスの影響でシーズンが打ち切られたが、15試合に出場して打率.653を記録した。
3年目の2021年は前年の活躍もあり、同年行われるMLBドラフトでの上位指名候補とされた。シーズンでは31試合に出場して打率.549、8本塁打、20打点の成績を記録。その後、MLB公式サイトにてこの年のドラフト候補の中で最高のパワーヒッターと評された。
2023年6月26日にオールスター・フューチャーズゲームに選出された。
2025年6月16日にメジャー契約を結び、アクティブ・ロースター入りし、同日のコロラド・ロッキーズ戦に6番三塁手でフル出場し3打数無安打1四球だった。

## 詳細情報

### 背番号
- 55（2025年6月16日 - ）

### 記録
- オールスター・フューチャーズゲーム選出：1回（2023年）